# Digenes Akritas
Digenes ili Digenis Akritas (gr. Διγενῆς Ἀκρίτας) je bizantski ep nastao između 10. i 12. stoljeća.  Nastao je na tradiciji akritskih pjesama te predstavlja njihov najduži i najpoznatiji primjer. Ta vrsta narodne bizantske poezije govori o životima Akrita, žitelja i graničara srednjovjekovne istočne Anatolije. Tematski i vremenski ep je vezan uz Arapsko-bizantske ratove. Dužine je između 3000 i 4000 stihova. Rukopisna tradicija teksta je izuzetno kompleksna, prije svega zbog njegova usmenog karaktera i relativno kasnog datuma najstarijih rukopisa. Djelo predstavlja najstariji sačuvan primjer pučkog novogrčkog jezika koji se tek u kasnijim stoljećima počinje sustavno koristiti za pisanje književnih tekstova.

## Rukopisna tradicija
Djelo je sačuvano u više rukopisa od kojih su najstarija dva Grottaferrata i Escorial, tako nazvani po mjestima u kojima su pronađeni. Ta dva rukopisa označavaju i dvije najvažnije grane rukopisne predaje, koje se razlikuju po broju stihova i jezičnim osobinama.
Sačuvana je također crkvenoslavenska prerada teksta poznata pod nazivom Devgenijevo dejanije.

## Sadržaj
Ep je napisan političkim stihom, s jakim osloncem na usmenu predaju. Dijeli se na dva dijela. Prvi govori o Digenesevom ocu, arapskom emiru koji se oženio za njegovu majku, kćer bizantskog generala. Drugi dio govori o Digenesovim lovačkim i vojnim pothvatima na granici te o životu s nevjestom sve do njihove smrti.